# Sedlárska (Bratislava)
Sedlárska ulica je ulice v bratislavském Starém Městě, nedaleko Hlavního náměstí. Nachází se na ní Kutscherfeldov palác, ve kterém sídlí Francouzský institut, a známý podnik Irish Pub, jakož i známá socha Schöne Naciho. Její někdejší německý název je Sattlergasse.
Na rohu sedlářské a Hlavního náměstí je známá kavárna a cukrárna Kaffee Mayer.

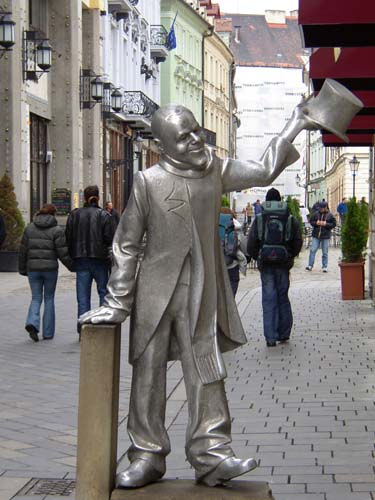
Socha Schöne Naciho na Sedlářské u cukrárny Mayer

V blízkosti jsou:
- Hlavní náměstí
- Michalská ulice
- Klariská ulice
- Ventúrska ulice
- Zelená ulice